# Ortorompski kristalni sustav
U kristalografiji, ortorompski kristalni sustav predstavlja jedan od sedam načina po kojima se u prirodi odvija kristalizacija. Ovaj sustav ima rešetku nastalu izduživanjem kubične rešetke, čime nastaje pravokutna prizma s pravokutnom bazom (a x b) i visinom c, gdje je a ≠ b ≠ c. Okarakteriziran je s tri međusobno okomita elementarna vektora različitih duljina, tako da su kutovi: α = β = γ = 90°
Ortorompska rešetka može biti predstavljena s četiri Bravaisove rešetke: primitivnom, bazno centriranom, unutarnje centriranom, i površinski centriranom.
| centar     |                  | centar                | centar                |
| primitivna | bazno centrirana | unutrašnje centrirana | površinski centrirana |